# Reinhard Buchholz
Reinhard Buchholz né 16 août 1947 à Aalen, est un ancien diplomate allemand. Il a été ambassadeur de la République fédérale d'Allemagne.

## Biographie
Après des études en sciences sociales à l'Université Friedrich-Alexander d'Erlangen-Nuremberg et à l'étranger, qu'il a complétées par le diplôme universitaire Diplom Sozialwirt, il a travaillé de 1974 à 1976 comme chercheur à l'Institut d'Ethno-Sociologie de l'Université d'Abidjan ( Côte d'Ivoire ) employée.
Après être entré au service extérieur en 1977, il a été employé au ministère des Affaires étrangères à Bonn et à Berlin et dans les ambassades allemandes en Indonésie, en Yougoslavie et en France. En 1994, il devient ambassadeur de la République fédérale d'Allemagne en République centrafricaine. Reinhard Buchholz a ensuite été représentant permanent de l'ambassadeur en République de Corée de 1997 à 2001 et ambassadeur de la République fédérale d'Allemagne en Guinée et en Sierra Leone jusqu'en 2003. De 2003 à juillet 2005, il a dirigé la division 407 (Politique internationale des transports et du tourisme) au ministère fédéral des Affaires étrangères.
En 2005, il est nommé ambassadeur à Kinshasa (République démocratique du Congo) avec accréditation secondaire auprès de la République du Congo ( Brazzaville ). le 21 Le 1er août 2006, lui et 14 autres ambassadeurs ont essuyé des tirs de la Garde présidentielle du président Joseph Kabila à la résidence privée du vice-président et candidat à la présidentielle Jean-Pierre Bemba. Les diplomates ont été escortés hors de la résidence par des troupes de la MONUC et de l'EUFOR RD Congo dans des véhicules blindés. Fin octobre 2006, il a été convoqué à Berlin depuis le Congo ; Kabila et ses partenaires internationaux auraient été contrariés par le comportement peu diplomatique de Buchholz.
Entre janvier et mai 2007, il a été chargé d'affaires par intérim à l'ambassade de Lilongwe ( Malawi ). De juillet 2007 à juillet 2010, il a été ambassadeur en République d'Ouganda et d'août 2010 à juin 2012 au Cameroun et une seconde fois en République centrafricaine. Buchholz a été décrit par Spiegel comme un "spécialiste vétéran de l'Afrique pour le ministère des Affaires étrangères", mais en même temps, il a été critiqué pour sa défense agressive des intérêts commerciaux allemands, ce qui l'a rendu suspect lorsque le gouvernement ougandais a passé une importante commande de passeports biométriques. à une entreprise bavaroise en 2010. Son soutien réussi à une entreprise allemande dans l'attribution d'un contrat d'inscription biométrique des électeurs au Cameroun a également été critiqué dans la presse.
Il est consultant en management depuis juillet 2012. Le successeur comme ambassadeur au Cameroun était Klaus-Ludwig Keferstein, qui avait été auparavant le représentant permanent de l'ambassadeur en Argentine.

## liens web
- Lebenslauf (Memento vom 25. Mai 2012 im Internet Archive) auf der Website der deutschen Botschaft in Jaunde
- Georges Alain Boyomo: Interview mit dem Botschafter Buchholz (französischsprachig) auf Cameroon-info.net vom 25. Mai 2012 (mit Bild).
- William Chantcho, Walter Böhme: Interview auf Nachbarschaft. Internationales Kulturaustauschmagazin vom 2. August 2011 (mit Bild).